# Euxoa haverkampfi
Euxoa haverkampfi is een vlinder uit de familie uilen (Noctuidae). De wetenschappelijke naam is voor het eerst geldig gepubliceerd in 1893 door Standfuss.
De soort komt voor in Europa.